# 香取由有子
香取 由有子（かとり ゆうこ）は、NHKの元キャスター。

## 経歴
岡山出身。大学卒業後山口放送に入社、2007年4月から早朝情報ワイド番組キャスターに起用され、2年間担当した。
2009年3月退社、4月からよりふるさとに近いNHK広島放送局にキャスターとして移籍。ラジオ番組を中心に担当していた。2011年、NHK神戸放送局へ移り、リポーターとして2年活動していた。2013年春にNHK奈良へ移り、退局。

## 過去の出演番組
山口放送
- KRYさわやかモーニング（月・火、2007年4月〜2009年3月）
- キャンパスライブ2009(中国地方向けFM、2009年10月31日)
- KRYニュース

NHK広島
- FM夕べのひととき（FM、隔週）
- ひろもり リポーター（不定期）
- ゆうナビ！(FM、月、火,金担当)

NHK神戸
- ぐるっと関西おひるまえ 神戸局担当
- ニュースKOBE発 リポーター

NHK奈良
- ならナビ キャスター